# RESISTANCE (シリーズ)
「RESISTANCE」(レジスタンス)は、インソムニアックゲームズが開発し、PlayStation 3、PlayStation Portable、PlayStation Vita用ソフトとしてソニー・コンピュータエンタテインメント(現在のソニー・インタラクティブエンタテインメント)が発売したFPS・TPSゲームシリーズ。
このシリーズは1950年代の代替歴史が舞台で、キメラとして知られるエイリアンが地球を侵略して征服し、人間を捕らえてモンスターのような超兵士に改造して軍勢を増やしていった。プレイヤーは、キメラの侵攻と戦う人類の軍隊の役割を担う。このシリーズは、インソムニアックのラチェット＆クランクシリーズでの以前の研究を反映して、従来型と未来型の両方の武器を使用していることで注目された。シリーズ作品におけるCEROのレーティングはRESISTANCE 2とRESISTANCE 3はD（17歳以上対象）で他は全てC（15歳以上対象）である（ESRBのレーティングはシリーズ全作品M（17歳以上対象））。

## ゲーム
| ゲーム名                   | GameRankings | Metacritic |
| -------------------------- | ------------ | ---------- |
| RESISTANCE〜人類没落の日〜 | (PS3) 86.70% | (PS3) 86   |
| RESISTANCE2                | (PS3) 86.91% | (PS3) 87   |
| RESISTANCE3                | (PS3) 84.29% | (PS3) 83   |

### 主要シリーズ

#### RESISTANCE〜人類没落の日〜
『RESISTANCE〜人類没落の日〜』はレジスタンス三部作の一作目であり、2006年にPlayStation 3のローンチタイトルとして発売された。本作はヨーロッパを制圧した地球外生命体「キメラ」を阻止するために1951年にアメリカとイギリスが行った共同作戦が描かれる。

#### RESISTANCE 2
『RESISTANCE 2』 はレジスタンス三部作の二作目であり、2008年11月にPlayStation 3作品として発売された。本ゲームの主人公は前作に引き続きネイサン・ヘイルである。『RESISTANCE 2』は一作目の出来事の直後から始まり、2年後の1953年が舞台である。キメラは北米への渡航に成功し、アメリカ大陸は制圧される危機にあった。

#### RESISTANCE 3
『RESISTANCE 3』はレジスタンス三部作の三作目かつ最終作であり、2011年9月6日にPlayStation 3作品として発売された。今作の主人公は2でも登場したジョセフ・カペリである。1957年のミズーリ州セントルイスやニューヨークなどのアメリカ合衆国が舞台である。過去２作で見られた軍事的な側面は無く、ポストアポカリプスに焦点をあてている。今作がインソムニアックゲームズが制作するレジスタンスシリーズの最終作であると同社のテッド・プライスCEOが認めた。

### スピンオフ作品
| ゲーム名                        | GameRankings  | Metacritic |
| ------------------------------- | ------------- | ---------- |
| RESISTANCE 〜報復の刻〜         | (PSP) 82.89%  | (PSP) 81   |
| RESISTANCE −アメリカ最後の抵抗− | (Vita) 59.05% | (Vita) 60  |

#### RESISTANCE 〜報復の刻〜
『RESISTANCE 〜報復の刻〜』は2009年3月17日にPlayStation Portable専用作品として発売された。『人類没落の日』の出来事の後で、『RESISTANCE 2』で初めて言及されたイギリス海兵隊のジェームズ・グレイソンがヨーロッパの人間のレジスタンス勢力に協力しキメラから大陸を奪い返そうとする。

#### RESISTANCE-アメリカ最後の抵抗-
『RESISTANCE −アメリカ最後の抵抗−』は2012年5月29日にPlayStation Vita専用ソフトとして発売された。本作は消防士のトム・ライリーがアメリカ東海岸を乗っ取ったキメラと戦いながら彼の家族を探す物語である。

### 将来
『RESISTANCE 3』の製作ディレクターのマーカス・スミスによれば、インソムニアには同社が手掛けていく複数のフランチャイズ作品があるが、レジスタンスはその対象に含まれていないとされた。レジスタンスのフランチャイズが別のデベロッパーに渡された可能性がある 。インソムニアックのテッド・プライスCEOは「レジスタンスのゲームはもう作らない」と述べている。
2014年3月28日時点で、レジスタンスシリーズ作品の全てのオンライン機能は終了している

## 設定
レジスタンスシリーズのもう一つの歴史では、第一次世界大戦の終結を主因に現在の歴史から大きく乖離し、欧州貿易機関の設立、大陸の平和維持同盟、世界平和、大恐慌の防止、ナチスドイツの台頭 、第二次世界大戦に至ったが、フランクリン・デラノ・ルーズベルトは1940年の大統領選挙でモンタナ州選出の上院議員ノア・グレイスに敗れた。孤立主義国家のロシア帝国の台頭と同じくグレイスは米国を半全体主義的な孤立主義国家に導いた。ロシアのニコライ2世は退位前に、ロシア革命を阻止したミハイル大公をツァーリに任命した。

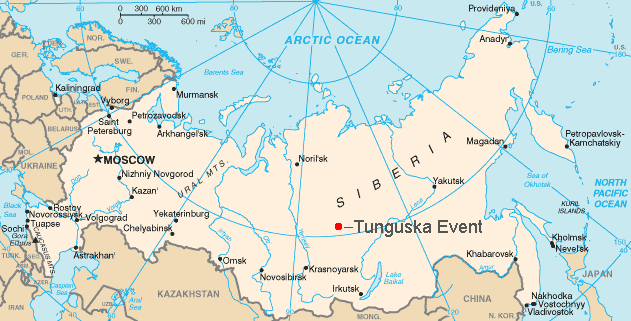
シベリアのツングースカ大爆発のおおよその地点

シベリアから新しい脅威が発生し、震源地は1908年のツングースカ大爆発が起きた時間と場所と一致している。1921年に、ロシアは世界の他諸国との通信を断絶し、ヨーロッパとの国境に「レッドカーテン」と呼ばれる壁を建設した。その言葉は小さな町や村、一夜にして破壊されたロシアや東ヨーロッパの都市に至るまで広がった。ロシアで奇妙な寒冷前線が発達し外側に広がっていた。 ヨーロッパの諜報機関は、ロシアのラジオ放送を聴こうと試みたが、「兄弟性、強さ、そして不屈の精神...険悪な夜をものともしない」とのメッセージが繰り返し聞こえるだけであった。
1949年12月、レッドカーテンが突然多数のキメラ軍によって突破され、1950年2月までにヨーロッパ大陸はキメラによって制圧され、少数しか生き残らなかった。キメラはその後イギリス海峡の下を掘り進み、1950年後半にイギリス侵攻を開始した。イギリス軍の大部分は排除され、残存兵はイングランド北部に散在する基地へ退却した。
イングランド侵攻後のある時から特別研究機関の「SRPA(セルパ)」は治療法を見つけるためと推測されるキメラウイルス実験を開始した。セルパがウイルスの治療法を見つけようと試みているのかマリコフ博士がクローヴンに行ったように超人集団をつくろうとしていたのかは明らかにされることはなかった。これはエイブラハム計画と呼ばれた。
エイブラハム計画が実施された場所は2ケ所のみ知られている。一つはアラスカ州の不特定の軍事施設であり、もう一つはユタ州のブライスキャニオンで行われた。計画ではジョセフ・カペリとネイサン・ヘイルの二人だけしか生存しなかったことが知られており、両者ともその後センチネルのエコーチームに転属になった。
エイブラハム計画の出来事の後、キメラウイルスに感染した兵士達で構成された特殊部隊「センチネル」が組織された。

### キメラ
キメラはツングースカ大爆発の際の隕石で地球に到達した起源が不明のエイリアンでレジスタンスシリーズの主要な敵である。 彼らはツングースカ直後にシベリアに最初に出現した。人類の軍隊は当初はキメラはロシアの生物兵器実験が失敗した結果によるものだと考えていたが、天候制御、エネルギー武器、シールドなどのキメラの高度な技術と共に、ゲームの過程での出来事や啓示を通じてキメラがエイリアンであることが明らかになった。キメラ軍は、犠牲者が昏睡状態に陥り繭の中でゆっくりとキメラに変わる突然変異誘発性ウイルスを人間に感染させることによって拡大していった。ゲームの諜報レポートによると、大型のキメラには複数の人体が必要であると推測されている。キメラはこのプロセスを加速させキメラ生物の新種を創造するために自国の領土にまたがる改造センターを建設した。キャリアと呼ばれる大きなクラゲ様の生き物は、感染し昏睡状態に陥った人間をこれらの改造センターに連れて行った。『RESISTANCE 2』では改造センターは過剰になり感染した都市で繭で改造されるようになった
『RESISTANCE〜人類没落の日〜』と『RESISTANCE 2』の主人公は、キメラウイルスに部分的に感染したことにより再生能力を得たが、身体を乗っ取られることがなかったネイサン・ヘイルである。 『RESISTANCE 2』ではヘイルがエイブラハム計画というアメリカの実験に参加したことが明らかになった。 アメリカ人は人間の被験者に対してキメラウイルスをテストし、何らかの方法でウイルスを阻害しようとした。 ヘイルはマリコフ博士が6000万年以上前の「ピュアキメラ」と表現したものに由来する異なるDNAをテストされた。 『RESISTANCE 2』では、デイダラス（ジョーダン・シェパード）は、キメラが数百万年前に地球を支配していたとヘイルに伝えている。
キメラは普通の人間よりもかなり強力で、黄色い目が2〜6個ある。 人間の約12倍であると言われているキメラの代謝により異常な治癒能力を有しているが、体が素早く過熱する原因にもなっていた。キメラ兵は致命的な過熱を防ぐために背中に冷却装置を埋め込んでいる。非常に寒い時期に繁栄するキメラは未知の手段で地球の気候を変え、7月にロンドンが冷凍されるまで気温を下げた。 キメラはエンジェルと呼ばれる生物達（キメラ兵士へのテレパシー・リンクを持っている複数の手足が背中から頭の前に向かって広がる大型の飛行キメラ）によって制御されており、個々のキメラはこの精神的リンクなしでは死亡する。ゲーム中のいくつかの情報報告ではキメラは通常は負傷または死亡した同種のキメラを食べるとされている。
『RESISTANCE〜人類没落の日〜』では、しばしば数十メートルの高さの巨大な尖塔のようなキメラタワーと呼ばれるエリアに隠れている事が明らかになっている。同作の「邪魔な発見」ステージで、最初に信じられていたように建設されているのではなく、塔が発掘されていることが分かった。これはキメラが人間以前に地球上に存在していたことを示唆している。 『RESISTANCE 2』では、数百万年前にタワーが地球上に存在していたことが明らかになった。 メキシコ湾で世界中に散らばっている全ての塔を無力化した急激な何かが起こったようである。それは『RESISTANCE 2』での知性と湾岸の場所によって記述されている不思議な物体のために、チクシュルーブの小惑星の衝突がこれに関連していると推定されている。
『RESISTANCE 2』では、ネイサン・ヘイルと全く同じ実験から生まれたキメラ「デイダラス」は、イグルー基地へのキメラ軍の奇襲攻撃の後基地から脱走し世界中のキメラ軍を支配するようになった。 彼はキメラのより古い形であると考えられており、エンジェルよりもキメラをより正確に制御できると推測されている。 いくつかの情報文書やミッションブリーフィングでは、デイダラス支配以降のキメラの司令部構造はますます複雑になり、キメラの攻撃戦略もより戦術的になっていることが明らかになった。
人体の数が低水準になっていることから『RESISTANCE〜報復の刻〜』で言及されているように、キメラはヨーロッパの旧改造センターを解体し新施設を建設した。そこでは前作では女性のキメラが見られなかったように未使用の多数の感染した人間の女性を使い始めた。デモの章でグレイソンは改造センターにいたブシャールという名の兵士を救出しようとした。彼女は生きても死んでもいない変形した体に取り囲まれており、それらの全てが女性であったと語った。

### クローヴン
クローヴンは『RESISTANCE〜人類没落の日〜』のストーリーモードには登場しなかったが、発見された諜報レポートで記載されており、またマルチプレイヤーモードではアンロック可能なスキンとして利用できる。彼らは『RESISTANCE〜報復の刻〜』に出現する。彼らは外国軍の制服を着用し、禿頭の肌白のヒューマノイドであったが、『RESISTANCE〜報復の刻〜』ではシャツは着ておらず(マルチプレイヤーのみ)頭蓋骨を身に着けている。諜報機関や公式サイトでは、ロシア語を話し、自分自身や犠牲者を儀式的に切断し、自軍の死んだ兵士を食べる異常者であるとされている。彼らは両者への敵意によりキメラと英米軍の両方に敵対しているように見えるにもかかわらず、彼らはキメラにと何らかの形で関係しているようである。後にゲーム内で見つかる2つの諜報報告では、英国人がクローヴンの集団の狩りを始めたとみられ、これらの2つのうちの1つでは、クローヴンを制御している可能性のあるリーダーに言及されている。
公式ウェブサイト上のレジスタンスマップパック1の情報は、キメラとクローブンの間での同盟の可能性について報告している。 クローヴンはキメラの基地を襲撃したが、抵抗を受けなかった。また、クローヴンが故意にキメラを米兵が上陸するヨークに導いたとする諜報レポートがあり最初からヨークは罠であったことを示している。クローヴンの装備はこれまでのものとは異なっており、米軍はクローヴンが連合軍に対して使われたキメラ技術を備蓄していると推測している。 クローヴンとの衝突では、戦闘中に目撃されたものよりもはるかに強い武器を現在持っていることを示しているが、クローヴンが高度なキメラ技術を所有しているのか、既存のキメラ技術を単純に変更しているのかは不明である。
クロード・ブシャール博士が、8人中7人を秘密裏に拷問したとき、クローヴンが単独ではより狂うことを発見し、最後のクローヴンは舌を切って出血多量で死亡した。
『RESISTANCE 2』で、解毒剤の間違いによって引き起こされた人間とキメラのハイブリッドであることがマリコフ博士によって明かされた。 彼らの死体には、彼らのリーダーの写真が口に詰まっていて、中指が切断されていた。マリコフは、キメラを含むいくつかの実験中に、クローヴンを作成した。 ロシアでの「成功」により彼は「エイブラハム計画」として知られているアメリカのキメラウイルス実験プログラムに移動した。彼はその後も研究を続け「センチネル」を作った。

## ゲームプレイ
レジスタンスゲームは、ほとんどの一人称シューティングゲームと同様のシステムであり、さまざまな武器が存在する。 武器には、ゲームの設定のための従来の武器、独自機能を持つキメラ製の武器、キメラ技術を取り入れた人間の武器が含まれる。それぞれの武器には、互いに関連して働く2つのモードがある。例えば人間の兵器のアサルトライフルには通常弾のほかにグレネードランチャーを発射でき、キメラ製の武器「ブルズアイ」にはマーカーを発射するセカンダリモードがあり、プライマリモードで発射されたすべての弾丸が短時間セカンダリでマークされたターゲットに当たる。
PlayStation 3専用の3作のゲームは、大規模なマルチプレイヤーモードがあり、『RESISTANCE 2』では最大60人まで対戦でき、『RESISTANCE〜人類没落の日〜』では最大40人まで対戦出来たが、『RESISTANCE 3』ではより少人数の対戦にまで減少した。3ゲームすべてがオンライン対戦のための広範な統計トラッキングを提供し、『RESISTANCE 2』では取得するためにオンラインプレイが必要なトロフィーがある。

## 登場人物

### メインキャラクター

#### ネイサン・ヘイル（Nathan Hale）
- 声: デビッド・ケイ 吹替：大塚芳忠
- 誕生日: 1922年11月30日 (30-36歳)

軍曹→少尉→中尉 ネイサン・ヘイルは寡黙な人間でアメリカ陸軍のレンジャーの予備役かつ一般兵でありシリーズを通じてキメラ戦争中の有名な戦争の英雄かつ愛国者になった。彼は最初の主人公であり、実在のアメリカ独立戦争のアメリカ兵であったネイサン・ヘイルから名付けられた。『RESITANCE〜人類没落の日〜』でヘイルはイギリス解放に失敗した唯一の生き残りとしてイギリスのレジスタンスの間で有名になったが、彼はイギリス配備以前にエイブラハム計画と呼ばれるプロジェクトに参加していた(キメラウイルスの治療法を探すことを目的としていた)ためウイルスの抗体により生き延びた。ヘイルはイギリスのレジスタンスに参加し、 彼のキメラ能力と任務の繰り返しで単独で英国中のキメラの根源を特定し破壊したことで、キメラから英国全土を永久に解放した。
『RESISTANCE 2』ではヘイルは「特別研究(SRPA、セルパ)」の兵士によって回収され、強制的に全員がヘイルの様にウイルスに半分免疫がある兵士達の特殊部隊センチネルプログラムにリクルートされた(一部のケースでは、メンバーにはエイブラハム計画の生存者も含まれている)。小説『Resitance: The Gathering  Storm』ではヘイルの歴史と私生活が掘り下げられており、彼は個人的にノーア・グレイス大統領を人類への裏切りで処刑し体制変化をもたらしたことから再び悪評がついた。
ヘイルはキメラに対抗するための任務を続け、最終的に彼はセンチネル・チームエコーの司令官となり中尉に昇格した。「デイダラス」（実際にはヘイルの旧友のジョーダン・アダム・シェパード）が率いるキメラ軍に対するヘイルとセルパの戦いは、デイダラスの米国侵略が成功したことでますます絶望的になり、セルパの誤った任務でヘイルの仲間の半数が死亡しヘイル自身もキメラに変化する寸前の状態になった（ウイルス阻害剤が効力を発揮する推奨時間を無視していたため）。その後に自由防御ラインも突破され、ヘイルと生き残ったセルパ軍はアメリカを救うために最終攻撃を開始した。デイダラスはヘイルによって殺され、キメラ艦隊は破壊された。ヘイル以外で唯一生き残ったジョセフ・カペリは、脱出シャトルが墜落した後、ヘイルがキメラへの変身をほぼ完了しているのを目の当たりにした。カペリは「お許しを中尉、光栄でした」と述べ、自身のM1911ピストルでヘイルを射殺した。

#### ジョセフ・カペリ（Joseph Capelli）
- 声: デイビッド・ボート (『RESISTANCE 2』)、ロビン・アトキン・ダウンズ（『RESISTANCE 3』）、吹替：西凛太郎（『RESISTANCE 2』）、置鮎龍太郎（『RESISTANCE 3』）
- 出生日: 1919年12月10日 (37-38歳)

二等兵→軍曹→伍長 ジョセフ・カペリは米国海兵隊員であり、彼のスキルとリーダーシップ能力にもかかわらず、かなり無礼であることでも知られており、反抗的であり当局にたいして非常に無礼であったことから彼の軍事キャリアに大きく傷をつけることになった。最終的に刑務所に収監されるのを回避するためにセンチネルになるためのエイブラハム計画に志願することになった。キメラウイルスを注射され生存した少数のうちの一人となったが、消えない傷跡が残り、注射によって感情が不安定になってしまった。
セルパのブラボーチームの一員であったカペリは、キメラに対するセンチネルの作戦に参加したが、彼の反抗がチームに大きな損害を与えたとして伍長に降格となり、ネイサン・ヘイルが指揮を執るセンチネル・チームエコーに異動させられた。 カペリは、米国が侵攻されている中の共同で任務に当たっているときでもヘイルには無礼であり、上司であるヘイルがキメラウイルスに蝕まれ始めたとき、彼に近づきキメラへと変身し終わったら躊躇わずに撃つと伝えた。ヘイルは単にその脅しを受け止め、時間が来た時にそうするように勧めた。
アイスランドでの任務は失敗に終わり、エコーチームも半数が死亡してしまった。以前はヘイルに対して無礼な態度を取っていたカペリはデイダラスに致命傷を負わせられたヘイルを見つけて救出した。しかし、キメラへの変化が進み過ぎておりヒョードル・マリコフが進行を止めることはできなかった。
ヘイルが目を覚ました後、カペリは、自由防御ラインが崩れ、バトンルージュの保護キャンプだけが残っており、人々は餓死の危機に直面しているという過酷な状況を説明した。彼はその後、メキシコのチクシュルーブ・クレーターの上空に浮かぶキメラ艦隊を破壊する唯一の希望は、ブラックエデン作戦の核爆弾「ネリー」だと説明した。 カペリ、ヘイル、生き残ったセルパの兵士はシャトルに積み込む核爆弾を守った。カペリ、ブレイク少佐、ヘイルは、全艦隊の中心にあるキメラの旗艦に乗り込み、リアクターへと向かった。爆弾を運んでいたブレイク少佐と彼の部隊が殺された後、カペリはヘイルを爆弾に向かわせた。2人はデイダラスを殺して爆弾を設置した後かろうじて脱出に成功した。核爆発によりEMPが発生したことで、シャトルが操作不能になりメキシコの海岸の近くで墜落しカペリは意識を失った。目を覚ました後シャトルの外に出たカペリは、空の2つの球状の物体を探しているヘイルを見つけ、それらが何であるかを尋ねた後、カペリはヘイルがキメラに変身し終わったことを理解した。カペリは即座に銃をヘイルに向け下がるよう命じたが、ヘイルの返事は「これはほんの始まりだ」と述べるだけだった。カペリはヘイル殺害を躊躇するが、選択肢がないことを知っていた。彼の以前の態度や中尉への脅しとは対照的に「お許しを中尉 光栄でした」と言いヘイルを射殺した。
『RESISTANCE 3』では、ジョセフ・カペリはヘイル・ワクチンを接種され、ネイサン・ヘイルの死の責任で軍隊を不名誉除隊となった。その結果、彼はすでに米国を征服したキメラとの戦いを断念し、ヘイブンに到着するまで辺境を徘徊し野生で生き残っていた。ヘイブンではオクラホマ州のヘイルの乳姉妹であるスーザン・フェアリーに出会い、2人は結婚し息子のジャックを授かった。それ以来カペリは4年の間、彼の新しい家族と一緒にヘイブンに留まり、生き残った人類の多くのように隠れてキメラから家族と家を守っていた。
1957年8月9日、カペリはヒョードル・マリコフ博士と再会した。マリコフ博士は、地球を冷却し人類の生き残りを効果的に消滅させるためのニューヨークのキメラタワーを破壊する任務に彼をリクルートした。カペリは家族と離れることを望まず、マリコフの誘いを拒否した。テラフォーマーによって破壊されようとしていた町の住民を避難させるのを手伝った後、カペリはスーザンと合流したが、スーザンはマリコフと一緒に行くように促した。カペリは妻の説得に従いマリコフと一緒にニューヨークへ向かい始めた。
2日後、ミシシッピ川をボートで進んでいる間にカペリとマリコフは濃霧に遭遇したうえ、ライツバーグの水浸しのゴーストタウンを通過しなければならなかった。 道中に彼らはグリムによって取り囲まれ、その後、ドロップシップやドローン、ロングレッグスから逃れたが、ボートはゴリアテによって破壊されてしまった。 カペリとマリコフは幸運にも生き残ってセントルイスに到着し、そこではレムナントと呼ばれる地元のレジスタンスグループと協力した。 彼らのリーダーのチャーリー・テントは、カペリにキメラのドロップシップから電力コアを取得して、VTOLに動力源を供給する手助けをしてもらう代わりに彼にマリコフとニューヨークまで運ぶと提案した。カペリは、レムナントがキメラのドロップシップを待ち伏せするのを手助けした。キメラの反撃と野生のウィドウメイカーの干渉により計画が少し狂ってしまったが、動力源を得ることに成功し、カペリとマリコフはレムナントのVTOLに乗ってニューヨークまでの移動手段を得ることが出来た。
途中、VTOLはマウントプレザント上空でキメラのドロップシップの攻撃を受け、ドッグファイト中にカペリは地面に落下した。 放棄された電車敷地内を歩き、マリコフと再会した。二人は町の石炭採掘施設を隠れ家としているジョナサンとジーン・ローズが率いる宗教団体のメンバーによって発見された。カペリはニューヨークに向かう列車の修理をしてもらうのと引き換えに、地元の人間が「サタン」と呼ぶ山中の炭鉱トンネルを巣にしている巨大なキメラ怪物を殺す手伝いをすることになった。激しい戦いで何とかカペリはサタンの殺害に成功し地元の人々は列車を提供した。
彼らが列車で旅を続けている時に、マリコフはブラックエデン作戦が失敗した4年前にセルパがニューヨークのタワーに攻撃をしかけたが1000人以上が犠牲になったとカペリに説明した。 マリコフは彼らが成功する確率は極わずかだったとし、再び家族に会えないかもしれないとカペリに警告した。マリコフはキメラは完璧な殺人マシーンではあるもののハイブマインドの命令に従うだけで自由意志や知性はなく理論的にはそれを利用する方法があるかもしれないと指摘した。
後に、彼らの列車が「看守」と呼ばれる近くのグレートフォード刑務所の受刑者からなる暴力的な生存者の集団の襲撃を受けた。カペリは列車に乗り込もうとする看守達を撃退するも戦闘に気づいて向かってきたウィドウメイカーにより列車は転覆させられた。 その後、残忍な看守達のリーダーのミックカトラーがマリコフを殺害した後、カペリは刑務所に連行されていき、看守たちの余興としてグリム、リーチ、その他の囚人と戦うことを強いられた。 彼の試練を生き残った後カトラーの残忍さに悩まされ脱出を望んでいたハーバート・サウィッキーがカペリに近づき逃走プランを提案した。プランは 近郊のキメラに刑務所を調査させないようにするため「異常なし」の信号を送り続けるように改造された看守達のセキュリティドローンを無効にし、その後混乱の中刑務所を脱出するというものであった。 
カペリは3台のドローンを停止させることができた。カトラーはカペリとハーバートの計画を理解しており、最後のドローンを移動させるも数多くのパトロールドローンが刑務所に向かってくる程信号が弱まっており、その後多くのドロップシップが襲来した。看守達が調査のために刑務所を訪れたハイブリッドの撃退に必死になっている時、ハーバートは看守達の残酷な娯楽のために閉じ込められていた他の捕虜を解放していた。一方、最後のドローンを追っていたカペリは止めようとするカトラーと壮絶な殴り合いになるも圧倒し最後にはマグナムで射殺しマリコフの死の復讐を果たした。セキュリティシステムが喪失したため総攻撃を開始したキメラに看守達は圧倒されていった。カペリ、ハーバート、他の囚人たちは混乱に乗じて脱出した。その後、カペリはハーバートと他の人達に助け合って生きていくようアドバイスし単独でニューヨークに向かっていった。
キメラが占領中の雪と氷に包まれたニューヨークに到着したカペリは、放棄された建物の中に入った。室内の無線機を見つけるとカペリは家族に別れのメッセージを放送し、マリコフの死でタワーを破壊する可能性は失われたとの懸念を語った。しかし彼は任務の続行を決めた。
荒廃した街を通り抜けた後、彼は最終的に彼のVTOLでチャーリー・テントによって救助されるまでキメラ軍の武力に圧倒された。チャーリーは妻の指示でカペリをオクラホマ州に戻すことを求められていたが、カペリはニューヨークに留まりタワーを閉鎖することに決め、テラフォーマーを乗っ取ってタワーに衝突させ地球を寒冷化させているワームホールを閉じる捨て身の計画を立てた。チャーリーと一緒にカペリはテラフォーマーのコアルームに入り込み原子炉の破壊に成功したが、コアの中心部に押し戻されそこで命懸けでキメラ軍を追い払うもプラットホームからテラフォーマーのビームに向かって落下してしまう。幸運にも間一髪でチャーリーによって救助され彼らはニューヨークから飛び去った。破壊されたテラフォーマーが塔に衝突し、タワーが重大な損害を受け電力サージが崩壊したことで最終的にワームホールは閉じられた。カペリはオクラホマ州に戻りそこで家族と再会した。

#### ジェームズ・グレイソン（James Grayson）
- 声: ロビン・アトキン・ダウンズ、吹替：井上和彦
- 出生日: 1924+ (27–32歳)

中尉→二等兵→大佐。ジェームズ・グレイソンは、元イギリス海兵隊の中尉であり、『RESISTANCE～報復の刻～』の主人公である。 グレイソンはキメラの改造施設内でキメラに転化する途中の兄のジョニーを発見するも規則によりジョニーを殺害することを余儀なくされた。彼の部隊メンバーの一人が当初はグレイソン自身が(兄の殺害を)やらないように提案したが、彼が殺害を引き受けた。部隊を脱走したグレイソンは民族の英雄になりつつあったにもかかわらず、最終的に追跡・拘束され、銃殺刑を宣告された。ヨーロッパを解放しようと努力してきたグレイソンの経験を必要とするレジスタンス「マキ」がグレイソンを釈放し、SRPAと契約したマキの傭兵とするよう手配した。 グレイソンはオーバーストライク作戦中にマキとイギリス軍に協力し作戦の全体的な進歩を助けながらキメラに対しても復讐を続けたが、最終的には感情的な問題を落ち着かせることが出来た。ヨーロッパを解放し彼のイギリスの上司の前で名誉を回復した後、グレイソンはイギリス軍への復帰を断り代わりにローランド・マレリー大佐の後任としてマキの常勤メンバーに加わった。彼はロシアのキメラを攻撃する任務の最中に行方不明になったが後に 「クローブキラー」と呼ばれる荒くれ者の兵士として活動していることが明らかになった。グレイソンはモスクワでキメラウイルスに感染しているのを最後に目撃されていない。

#### ヒョードル・マリコフ（Fyodor Malikov）
- 声: グレッグ・エリス、吹替：西村知道
- 出生日: 1896年3月 (57-61歳)

ヒョードル・マリコフ博士は謎のロシア人科学者でキメラ分野の最も優秀な専門家である。マリコフは当初はロシア政府とキメラ対抗で協力していたが、彼の努力はクローヴン(制御できないにもかかわらずマリコフを「父」として崇める存在)を作り出してしまった。マリコフは強制的にアメリカ政府によりリクルートされ、キメラを打ち負かすためキメラについて研究するセルパの共同設立者三人の内の一人となった。マリコフの努力の全ては最終的に得られたメリットよりも害を引き起こしてたことがわかったことでマリコフは自殺を考えるようになった。『RESISTANCE 3』のインタビューでマリコフは努力による死者に負い目を感じてウイルスの治療法を見つけることに残された時間を捧げると決めた。

#### レイチェル・パーカー（Rachel Parker）
- 声: コーネリア・ヘイズ・オハーリイー、吹替：小山茉美（報復の刻）
- 出生日: 1922年 (36歳)

大尉→大佐。レイチェル・パーカーは、戦争当初からキメラに対抗するために軍隊と協力していた英軍諜報機関の高級将校である。キメラのイギリスへの侵略によるパーカーの父親を含む英国軍のヒエラルキーの崩壊に伴い、当時の唯一の大尉となったパーカーは事実上英国諜報機関の責任者となり、英国レジスタンス活動のリーダーとなった。彼女の方針でパーカーとスティーブン・カートライト中尉はゲリラ戦役でキメラと交戦した。パーカーの才気と指導力により困難にめげることなくレジスタンス活動は進んでいった。『RESISTANCE〜人類没落の日〜』ではネイサン・ヘイル軍曹のレジスタンス運動を支援する努力は最終的には英国の解放をもたらし、英国の全てのキメラはタワーネットワークの破壊に伴って撲滅された。パーカーはヘイルへのロマンチックな気持ちを抱いていることを暗示しているが、残念ながら彼女はヘイルはロンドンの中央塔の巨大な爆発で亡くなったと思い込んでいる。
『RESISTANCE〜報復の刻〜』で、パーカーは全国の復旧と救助活動を開始し、軍隊の復元と再配置、キメラの謎の歴史への研究努力の開始、キメラの残された原子炉技術とエネルギー兵器のリバースエンジニアリングを迅速に行った。 現時点ではパーカーは大佐に昇進し、英国諜報機関の正式責任者と事実上のイギリス軍のトップを務めた。 パーカーは最終的に大陸への侵略を開始しセルパとマキを協力させてヨーロッパでの紛争を再開した（前者の場合、彼女はヘイルが生き残りセルパのセンチネル・プログラムに就いていたことを知り、彼に秘密の手紙を書いたが、内容は不明である―恐らく、ラブレターの一種のだと推測されている）。

#### スティーブン・カートライト（Steven Cartwright）
- 声: ピーター・ジェソップ、吹替：石塚運昇(報復の刻)
- 出生日: 1903年 (54歳)

中尉→少佐→将軍 スティーブン・カートライトは、イギリス海兵隊の部隊であり、キメラの英国侵攻によりイギリスの軍事階層が崩壊したことで、レイチェル・パーカー大尉の指揮の下、事実上イギリス海兵隊のトップになりイギリスのレジスタンスの副司令官を務めた。カートライトは軽快で寛大かつはでやかな人間であることが示されているが、彼は非常に有能な戦術家・兵士でもあり、キメラに対する多くの作戦を率いている。『RESISTANCE〜人類没落の日〜』でカートライトは最後の戦いで行動不能になるまで、キメラの占領を終わらせるため単独任務を遂行し時にはヘイルと共に戦った。カートライトは生き残って任務に戻り、今や少佐に昇格し、パーカー大佐の下で再びイギリス海兵隊の公式トップを務めた。『RESISTANCE〜報復の刻〜』で、カートライトはパーカーと彼の元部下のジェームズ・グレイソンと一緒にヨーロッパを解放するために協力した。『RESISTANCE 3』ではカートライトはラジオのニュース放送でカメオ出演した。

#### リチャード・ブレイク（Richard Blake）
- 声: トロイ・ベイカー、吹替：大塚明夫
- 出生日: 1910-1912年 (40-42歳)

リチャード・ブレイク少佐はセルパの高官であるセンチネルで、彼は高度戦略作戦の司令官、戦術作戦の代理司令官、センチネルの司令官である。ブレイクは『RESISTANCE 2』で登場し、キメラに対抗するための米国中の多くの軍事作戦を計画・主導してきており、 ブレイクはまた戦争の努力の中で新たな武器や技術を創出するための多くの研究開発努力を主導した。 ブラックエデン作戦において核爆弾「ネリー」を輸送中に銃撃を受け死亡する。

### その他の人物
- カサンドラ・「キャシー」・アクリン博士…米国陸軍のセルパの心理学者。エイブラハム計画の実施中に志願者を治療するよう努めた。アクリンはネイサン・ヘイルがいると知り、最終的に彼に恋愛感情を持つようになった。アクリンとヘイルは英国への配置で離れ離れになってしまい、アクリンのヘイルの居場所を探ろうとする試みたことで計画から除外されてしまった。『Resistance: The Gathering Storm』ではアクリンは未だにキメラ戦争で負傷した兵士の治療にあたっており、ヘイルと再会したことで二人は恋人同士となった。
- ジョニー・グレイソン…ジェームズの兄。ジョニーはキメラウイルスに感染しており、ジェームズは彼を安楽死させることを余儀なくされた。
- ノア・グレイス…アメリカ合衆国第33代大統領。大統領職を三期務めキメラ戦争では最高司令官の地位にあった。 公表された内部文書とオンラインヒストリーによれば、グレイスは現職のフランクリン・ルーズベルト大統領を打ち負かし、アメリカを孤立主義国家に転換させた。表面上では彼は自信に満ち溢れたリーダーであったが、実際はグレイスは冷酷でモラルがなく米国をコントロールすることに情熱を注いでいた 。悪化するキメラ戦争で彼の性格が判断を曇らせ、残酷な戦争で有害な政策を推し進めていった。『Resistance: The Gathering Storm』でネイサン・ヘイルが人類に対する裏切りでグレイスを処刑した(自身を助命してもらうためにキメラに対して世界の残りを犠牲にする交渉を試みようとしていたことが暴露された。) ことで、彼は大統領職から排除された。彼の後任はハーベイ・マククレンが引き継いだ。
- ダグラス・マッカーサー将軍…キメラ戦争中で最も高位の地位にあった。『RESISTANCE 2』で自由防衛ラインの崩壊に続いて、マククレン大統領が死亡したことでマッカーサーは最高司令官としての大統領の地位を継承した。
- ハーベイ・マククレン…アメリカ合衆国副大統領。ノア・グレイス大統領に仕えていた。マククレンはグレイスより遥かに有能で名誉あるリーダーであり、キメラ戦争中にグレイスが正しい決定を下すよう全力を注いでいた。マククレンはグレイスが人類に対する裏切りでネイサン・ヘイルによって処刑された時に大統領に昇進し、34代大統領として宣誓した(グレイスの死の本当の状況は伏せられた―マククレンはグレイスを称えた) 。マククレンは現在は最高司令官となり、グレイスによって施行された政策の撤廃に動き、低迷する戦争に再集中した。 『RESISTANCE 2』で自由防衛ラインが崩壊していく中でVTOL機で避難中に同機がキメラの戦闘機によって撃墜されマククレン大統領と閣僚は死亡した。死去に伴いダグラス・マッカーサー将軍が暫定的に彼の地位を引き継いだ。
- ローランド・マレリー…マキの大佐。彼はキメラウイルスに感染し、ジェームズ・グレイソンによって殺害された。レーヌ・ブシャール中尉に対して恋愛感情を抱いていた。

## 他メディア

### 小説
2009年4月に発売されたウィリアム・C.ディエッツの小説『Resistance: The Gathering Storm』では、イギリスで回収され、その後サンフランシスコ(キメラ軍がアメリカ侵攻を開始した地域)に移る間の2年間でネイサン・ヘイルに何が起こったのかを詳細に説明している。
『Resistance: A Hole in the Sky』は『The Gathering Storm』の直截的な続編であり、作者は前作と同じウィリアム・C・ディエッツである。『RESISTANCE 3』以前が舞台。

### 漫画
全6巻のコミックシリーズ『Resistance』も発売されており、2009年1月発売の一巻目『Resistance＃0』(『RESISTANCE 2 コレクターズエディション』の一環として入手可能)では、エイブラハム計画に志願しヒョードル・マリコフ博士の策謀によりキメラのリーダー「デイダラス」に変身してしまったジョーダン・アダム・シェパード二等兵の初期の歴史について詳細に描写している。ネイサン・ヘイルの任務の話と、彼がどのようにキメラウイルスの解毒剤を回収したかを描いた『Metastasis』と呼ばれる別の漫画も発売された。

## 年代
- RESISTANCE〜人類没落の日〜
- RESISTANCE 〜報復の刻〜
- RESISTANCE −アメリカ最後の抵抗−
- Resistance: The Gathering Storm（英語版）
- RESISTANCE2
- Resistance: A Hole in the Sky
- RESISTANCE 3